# Papstbank

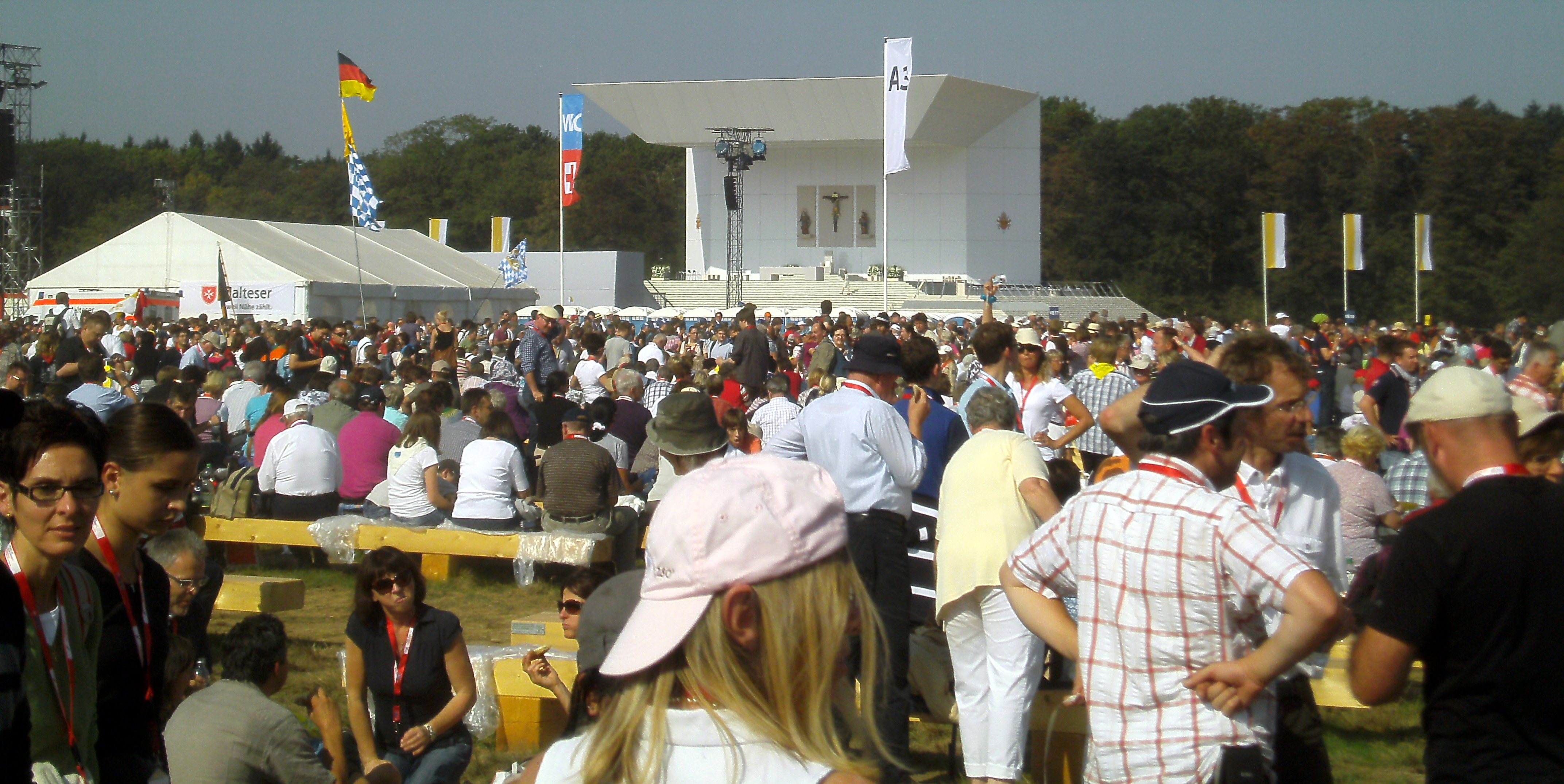
Personen auf der Papstbank, während der Heiligen Messe am 25. September 2011 in Freiburg

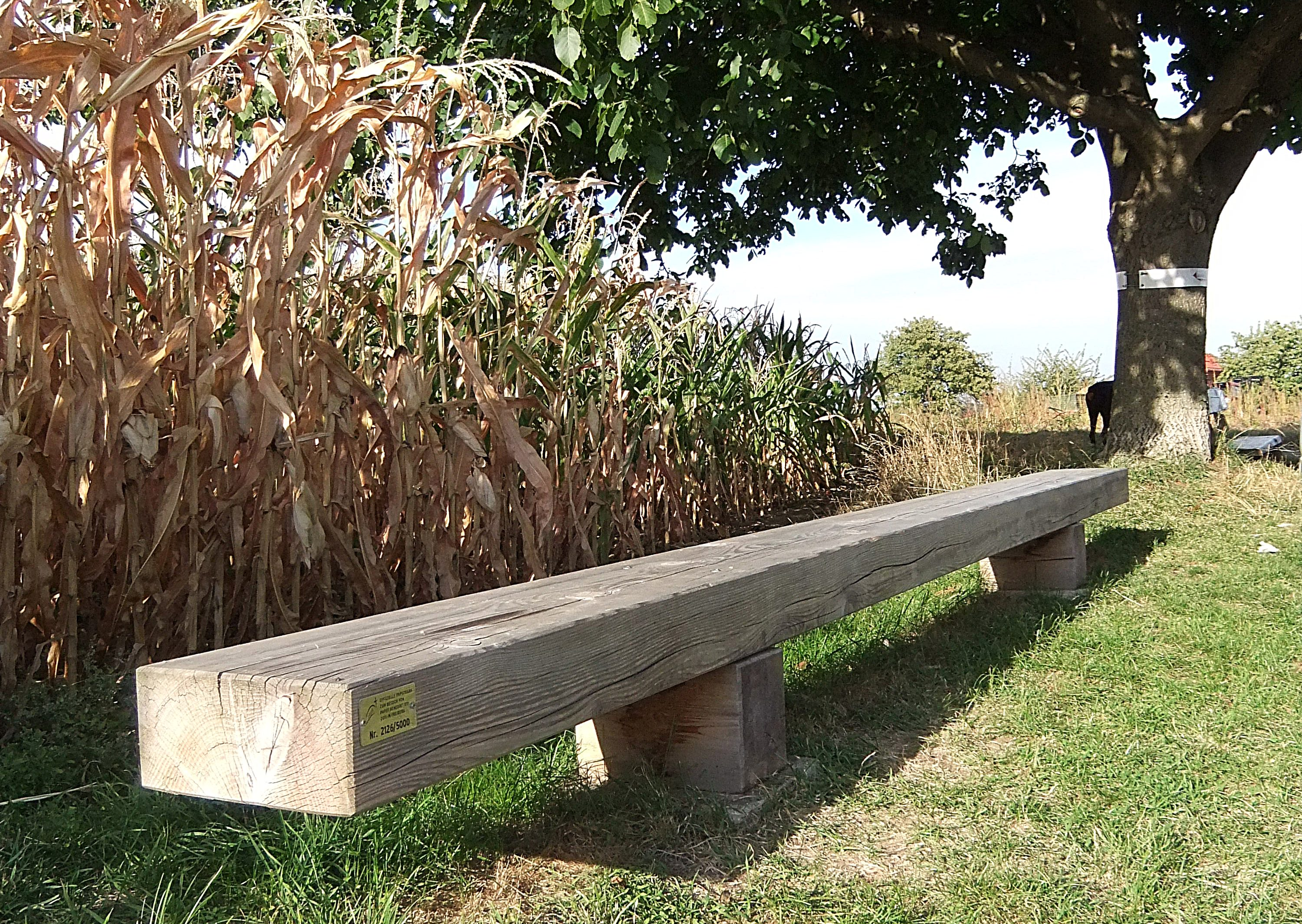
Papstbank in Karlsruhe

Die Papstbank ist eine Bank aus Holz, die anlässlich der 21. apostolischen Reise Papst Benedikts XVI. im Auftrag der Erzdiözese Freiburg bei örtlichen Sägewerken aus dem Raum Freiburg im Breisgau als Sitzgelegenheit für Teilnehmer der Feier der Heiligen Messe am Sonntag, den 25. September 2011 hergestellt wurde. Etwa 5.000 Bänke wurden produziert.

## Dimensionen der Papstbank
Die Papstbank besteht aus unbehandeltem Fichten- und Tannenholz aus dem Schwarzwald. Sie wiegt ungefähr 150 Kilogramm, ist 5 Meter lang, 35 Zentimeter tief, 40 Zentimeter hoch und hat eine Stärke von 16 Zentimetern. Das rohe Holz wurde nach dem Sägeprozess gehobelt und an den Kanten abgerundet. Die Breite der Bank von 35 Zentimetern entstand aus dem Gedanken, dass man auf der Bank Rücken an Rücken sitzen kann, im Gegensatz zu einer nur 18 bis 20 Zentimeter breiten Bierbank. Die Stärke von 16 Zentimetern soll eine gute Stabilität der Bank und eine Haltbarkeit von ungefähr zwanzig Jahren garantieren.

## Rohstoff Holz
Das benötigte Holz kam aus Wäldern im Umkreis von 100 Kilometern rund um Freiburg, um die Transportwege kurz zu halten. Insgesamt wurden 2.000 Bäume gefällt.
Die insgesamt für die Bänke benötigte Menge an Holz wächst laut Angaben des Pressedienstes der Erzdiözese innerhalb eines Tages im Schwarzwald wieder nach.

## Verkauf der Bänke
Für den Verkauf der Bänke nach dem Papstbesuch erhielt jede Papstbank ein Echtheitszertifikat und eine nummerierte Plakette aus Edelstahl.
Aus dem Erlös des Verkaufs einer Bank spendete die Erzdiözese 30 Euro an den Benedikt-Ostafrikafonds. Der Einzelverkaufspreis für eine Bank ohne Transportkosten beträgt einschließlich Umsatzsteuer 410 Euro.
Am 12. Oktober 2011 wurde die Bank mit der Nummer 0002 im Garten des Erzbischöflichen Palais in Freiburg aufgestellt. Die Bank mit der Nummer 0001 soll im Sommersitz des Papstes in Castel Gandolfo aufgestellt werden.
Bis Ende Oktober 2011 wurde etwa die Hälfte der Bänke verkauft. Die übrigen Holzbänke sollen im Auftrag des Bistums von sechs Holzbildhauern, Malern und Medienkünstlern zu Kunstwerken verarbeitet werden, um sie auszustellen und für einen guten Zweck meistbietend zu versteigern. Rund sechs Wochen nach dem Besuchsereignis war etwa ein Drittel (1662 Stück) der Bänke noch unverkauft. Ende Januar 2012 standen noch 700 Bänke zum Verkauf. Bis zu diesem Zeitpunkt hatte das erzbischöfliche Ordinariat Freiburg durch den Verkauf der Bänke mehr als 1,2 Millionen Euro umgesetzt. Der Verkauf der Bänke wurde Ende Februar 2012 beendet.